# La Rivière sauvage (Walygator Grand Est)
Cet article concerne l'attraction aquatique. Pour le film américain sorti en 1994, voir La Rivière sauvage.
La Rivière sauvage est une attraction aquatique de type bûches, située dans le parc d'attractions Walygator Grand Est, en Lorraine et plus précisément en Moselle.

## Historique
À la suite du rachat de Big Bang Schtroumpfs par le groupe Walibi, ce dernier investit en masse pour redresser économiquement le parc lorrain. Ainsi, en 1992, en plus de deux nouvelles attractions, un parcours de bûches fait son apparition dans la zone nommée Continent sauvage non loin de l'Anaconda, alors le principal parcours de montagnes russes du parc. Le nom de l'attraction à son ouverture est Waligator.
Le parcours, construit par l'entreprise française Soquet, est long de 220 m pour une hauteur de 12 m,. L'embarquement de l'attraction se fait dans l'ancienne boutique du parc Mandragore.
Lors de la saison 2007, le parc, racheté par les frères Le Douarin, devient Walygator Parc. Pour éviter toute confusion d'interpellations, Waligator est renommé La Rivière sauvage.

## Déroulement du parcours

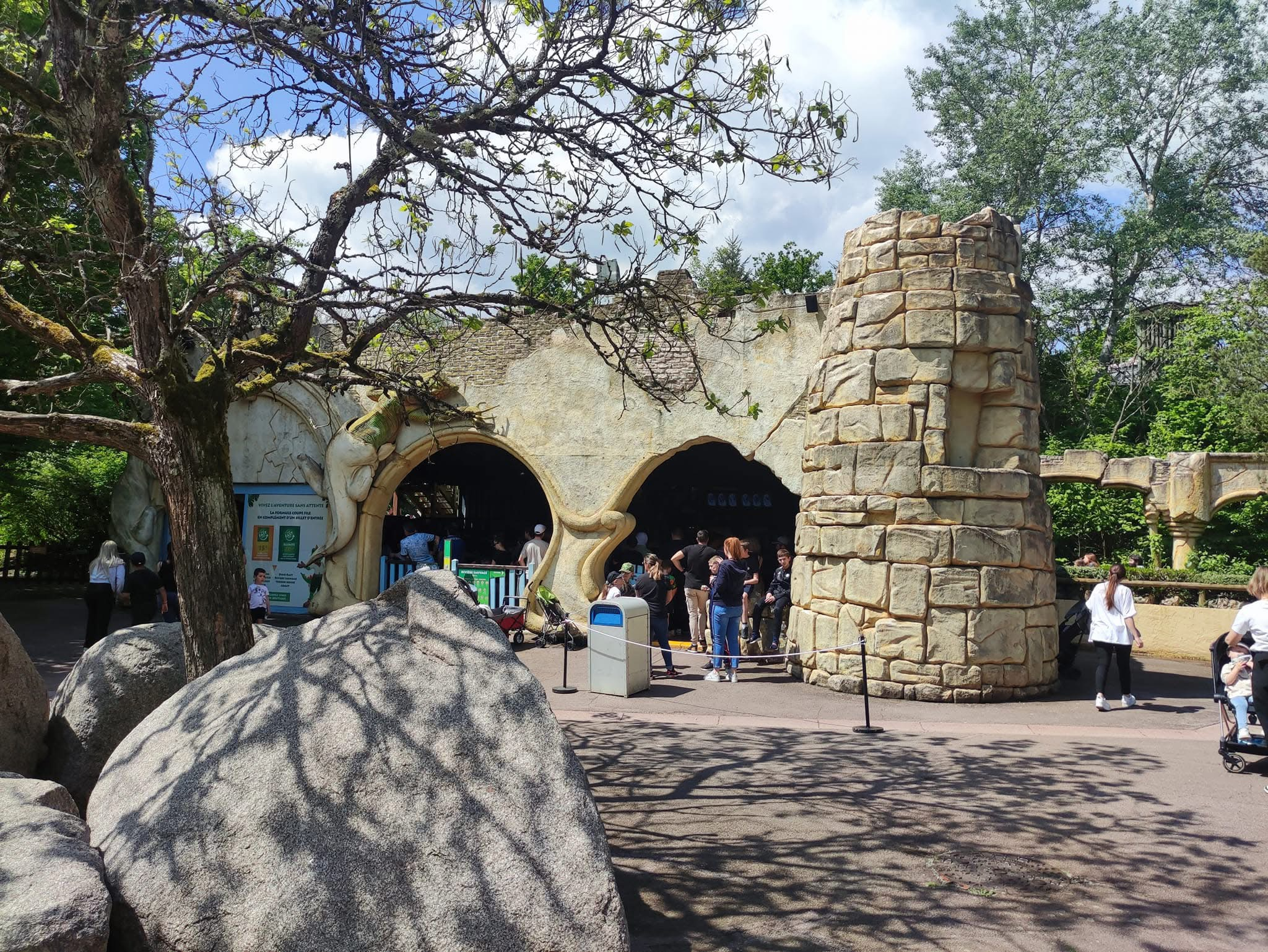
L'entrée de la Rivière sauvage

Après avoir embarqué à bord d'une bûche, le visiteur se balade dans une forêt de droite à gauche avant de grimper sur l'unique montée de l'attraction. Une fois en haut, le passager chute de 12 m pour atteindre un bassin qui éclabousse ce dernier ; une photo souvenir est alors prise à ce moment précis. Par la suite, la bûche continue à une vitesse constante jusqu'à son retour en station.